# Uddbräken
Uddbräken (Polystichum aculeatum) är en växtart i familjen ormbunksväxter.
I Sverige är Uddbräken fridlyst sedan 1913.

## Fotnoter
1. ↑  ”Rödlistning 2020 av uddbräken”. Artfakta. SLU Artdatabanken. https://artfakta.se/naturvard/taxon/Polystichum-aculeatum-1268. Läst 19 mars 2022.
2. ↑  Turist & cykelguide Gotland, 5:e upplagan 2007